# Mathias Jørgensen
Mathias Jattah-Njie "Zanka" Jørgensen (ur. 23 kwietnia 1990 w Kopenhadze) –duński piłkarz pochodzenia gambijskiego, występujący na pozycji środkowego obrońcy w angielskim klubie Brentford oraz w reprezentacji Danii. Uczestnik Mistrzostw Świata 2018. Został powołany do kadry na Mistrzostwa Europy 2020 i 2024, jednak nie pojawił się na boisku w żadnym spotkaniu.

## Kariera klubowa
Karierę piłkarską Jørgensen rozpoczął w Kopenhadze, w tamtejszym klubie Boldklubben af 1893. W latach 1994–2006 grał w drużynach juniorskich, a latem 2006 roku w wieku 16 lat zadebiutował w pierwszym zespole, w rozgrywkach trzeciej ligi Danii. W B 1893 spędził jeden sezon i rozegrał 10 ligowych spotkań.
Latem 2007 roku Jørgensen przeszedł do innego stołecznego klubu, FC København. 26 czerwca tamtego roku podpisał z FCK trzyletni kontrakt. Przed podpisaniem kontraktu przebywał na tygodniowych testach w Arsenalu. W FC København zadebiutował 26 września 2007 w wygranym 3:1 meczu Pucharu Danii z zespołem FC Fredericia. Z kolei w lidze duńskiej swoje pierwsze spotkanie rozegrał 29 września 2007 przeciwko zespołowi Lyngby BK (2:0). 16 marca 2008 w meczu z Lyngby (4:1) strzelił pierwszego gola w lidze. W 2008 roku został wybrany Piłkarskim Talentem Roku w Danii. W sezonach 2008/2009, 2009/2010, 2010/2011 wywalczył z København mistrzostwo Danii, natomiast w 2009 i 2012 roku puchar kraju. 
W 2012 przeszedł do PSV Eindhoven, a dwa lata później wrócił do FC København. Wraz z zespołem z Kopenhagi zdobył mistrzostwo Danii w 2016 i 2017 oraz puchar kraju w 2015, 2016 i 2017. Latem 2017 został piłkarzem Huddersfield Town. Podpisał z tym klubem 3-letni kontrakt. 10 sierpnia 2019 przeszedł do Fenerbahçe SK. Pół roku później został wypożyczony do Fortuny Düsseldorf, a w październiku 2020 do FC København. 9 września 2021 został piłkarzem Brentford.
| Sezon   | Klub                      | Kraj     | Rozgrywki      | Mecze | Bramki |
| ------- | ------------------------- | -------- | -------------- | ----- | ------ |
| 2006/07 | Boldklubben af 1893       | Dania    | III. liga      | 10    | 0      |
| 2007/08 | FC København              | Dania    | Superligaen    | 12    | 1      |
| 2008/09 | FC København              | Dania    | Superligaen    | 20    | 0      |
| 2009/10 | FC København              | Dania    | Superligaen    | 24    | 4      |
| 2010/11 | FC København              | Dania    | Superligaen    | 25    | 1      |
| 2011/12 | FC København              | Dania    | Superligaen    | 11    | 0      |
| 2011/12 | PSV Eindhoven             | Holandia | Eredivisie     | 0     | 0      |
| 2012/13 | PSV Eindhoven             | Holandia | Eredivisie     | 5     | 2      |
| 2013/14 | PSV Eindhoven             | Holandia | Eredivisie     | 9     | 0      |
| 2014/15 | FC København              | Dania    | Superligaen    | 29    | 1      |
| 2015/16 | FC København              | Dania    | Superligaen    | 31    | 3      |
| 2016/17 | FC København              | Dania    | Superligaen    | 33    | 0      |
| 2017/18 | Huddersfield Town         | Anglia   | Premier League | 38    | 0      |
| 2018/19 | Huddersfield Town         | Anglia   | Premier League | 24    | 3      |
| 2019/20 | Fenerbahçe SK             | Turcja   | Süper Lig      | 16    | 2      |
| 2019/20 | Fortuna Düsseldorf (wyp.) | Niemcy   | Bundesliga     | 9     | 0      |
| 2020/21 | Fenerbahçe SK             | Turcja   | Süper Lig      | 2     | 0      |
| 2020/21 | FC København (wyp.)       | Dania    | Superligaen    | 26    | 1      |
| 2021/22 | Brentford                 | Anglia   | Premier League | 8     | 1      |
| 2022/23 | Brentford                 | Anglia   | Premier League | 18    | 0      |

## Kariera reprezentacyjna
W swojej karierze Jørgensen występował w młodzieżowych reprezentacjach Danii: U-16, U-17, U-18 i U-21. W dorosłej reprezentacji Danii zadebiutował 19 listopada 2008 roku w przegranym 0:1 towarzyskim spotkaniu z Walią. W 2018 został powołany na Mistrzostwa Świata, a w 2021 na Euro 2020.